# Santa Ana (khu tự quản)
Santa Ana là một khu tự quản thuộc bang Anzoátegui, Venezuela. Thủ phủ của khu tự quản Santa Ana đóng tại Santa Ana. Khự tự quản Santa Ana có diện tích 1184 km2, dân số theo điều tra dân số ngày 21 tháng 10 năm 2001 là 8954 người.